# Zemská silnice B309

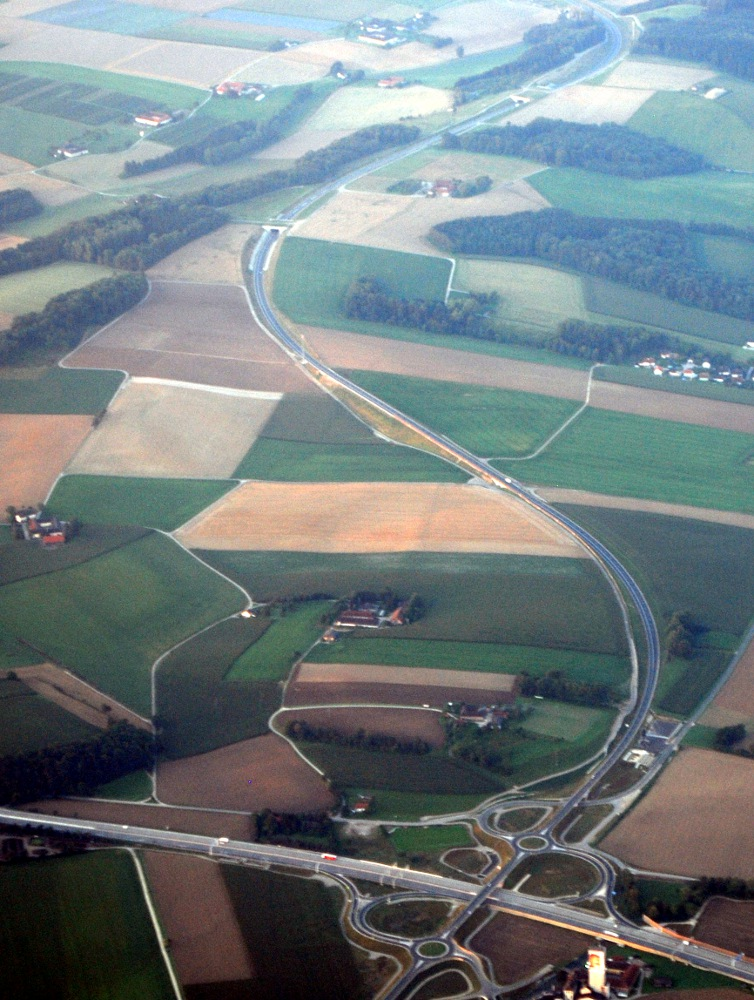
Křižovatka Enns-West/Steyr na A1 – počátek B309

Zemská silnice Steyrer Straße B309 se nachází ve spolkové zemi Horní Rakousko. Začíná na západním okraji města Enns na výjezdu z dálnice A1. Směřuje stále na jih a na severním okraji města Steyr se napojuje na zemské silnice Eisen Straße B115 a Voralpen Straße B122a. Celková délka silnice B309 je zhruba 17 km.

## Popis
| km   | Místo       | Popis                                                                        | m n. m. |
| ---- | ----------- | ---------------------------------------------------------------------------- | ------- |
| 0    | Enns        | Počátek B309 na výjezdu z dálnice West Autobahn (A1) na křižovatce Enns-West | 259     |
| 6,8  | Hargelsberg | Odbočka do vesnice                                                           | 296     |
| 10,5 | Kronstorf   | Odbočka do vesnice                                                           | 310     |
| 12,8 | Heuberg     | Odbočka do vesnic Heuberg a Stadlkirchen                                     | 341     |
| 13,7 | Dietachdorf | Odbočka Dietachdorf-Nord do vesnice                                          | 305     |
| 16,2 | Dietachdorf | Odbočka Dietachdorf-Süd do vesnice                                           | 308     |
| 17,0 | Steyr       | Konec B309 na kruh.objezdu nájezdem na Eisen Straße B115                     | 310     |

Poznámka: v tabulce uvedené kilometry a nadmořské výšky jsou přibližné.